# آرامگاه سید مظفر
آرامگاه سید مظفر مربوط به دوره قاجار است و در شهرستان بستک، بخش کوخرد، روستای کوخرد واقع شده. این اثر در تاریخ ۲۷ بهمن ۱۳۸۲ با شمارهٔ ثبت ۱۰۹۲۵ به‌عنوان یکی از آثار ملی ایران به ثبت رسیده است.
آرامگاه سید مظفر سید منصور آرامگاه ابدی یکی از علماء کوخرد واقع در دهستان کوخرد در بخش کوخرد
شهرستان بستک در غرب استان هرمزگان، یکی از آثارهای تاریخی و از نقاط دیدنی استان هرمزگان در جنوب ایران است. این بنای تاریخی در سمت جنوب جاده بستک به بندر لنگه واقع است. این آرامگاه در میان گورستان دهستان کوخرد و در هزار متری غرب دهستان کوخرد واقع شده‌است. محل آن سیصد متر از محله تازه‌بنیاد «دهنو» کوخرد فاصله دارد. در لهجه محلی به آرامگاه زیارت گفته می‌شود.
سید مظفر سید منصور که در دوران جوانی از چاه بنارد به روستای کوخرد کوچیده و در آنجا مکتبخانه ای دایر کرده و به کودکان آموزش دینی می‌داده و در همان‌جا هم به خاک سپرده شده. وی جَّد اعلای قاضی کوخرد می‌باشند. آرامگاه سید مظفر سید منصور در کوخرد و در هزار متری جنوب آرامگاه شیخ عبدالرحمن بزرگ و در محوطه‌ای جداگانه قرار دارد. سید محمد سید منصور برادر سید مظفر سید منصور در چاه بنارد مدفون است.

## فهرست منابع و مآخذ
- محمدیان، کوخردی، محمد، “ «به یاد کوخرد» “، ج۲. چاپ اول، دبی: سال انتشار ۲۰۰۳ میلادی.
- نگاره از: محمد محمدیان.
- دو اثر تاریخی بستک هرمزگان به فهرست آثار ملی کشور افزوده شد. خبرگزاری ایرنا
- محمد، صدیق «تارخ فارس» صفحه‌های (۵۰ ـ ۵۱ ـ ۵۲ ـ ۵۳)، چاپ سال ۱۹۹۳ میلادی.
- الکوخردی، محمد، بن یوسف، (کُوخِرد حَاضِرَة اِسلامِیةَ عَلی ضِفافِ نَهر مِهران Kookherd, an Islamic District on the bank of Mehran River) الطبعة الثالثة، دبی: سنة ۱۹۹۷ للمیلاد.